# Chilostoma comythophora
Chilostoma comythophora is een slakkensoort uit de familie van de Helicidae. De wetenschappelijke naam van de soort is voor het eerst geldig gepubliceerd in 1857 door Bourguignat.